# 28493 Duncan-Lewis
28493 Duncan-Lewis este un asteroid din centura principală de asteroizi.

## Descriere
28493 Duncan-Lewis este un asteroid din centura principală de asteroizi. A fost descoperit pe 2 februarie 2000 la Socorro, New Mexico, în cadrul proiectului LINEAR. Asteroidul prezintă o orbită caracterizată de o semiaxă mare de 2,34 ua, o excentricitate de 0,06 și o înclinație de 3,0° în raport cu ecliptica.